# Logan (fleuve australien)
Pour les articles homonymes, voir Logan.
Le Logan (en anglais : The Logan River) est un fleuve du sud-est du Queensland en Australie.

## Géographie
D'une longueur de 148 km, il prend sa source près de la frontière de la Nouvelle-Galles du Sud entre les Monts Lindesay et Ernest, en bordure du "parc national du mont Barney", avant de se diriger vers le nord où elle atteint la partie septentrionale de Gold Coast, ensuite elle longe la côte puis  pour finalement se jeter dans la baie Moreton.
Son principal affluent est l'Albert River (en) qui rejoint le fleuve juste à l'est de Beenleigh. À l'ouest de Rathdowney (en), un de ses autres affluents, la "Burnett Creek", a son cours coupé par un barrage : "le Maroon Dam (en)".
Les aborigènes locaux appellent le fleuve Dugulumba. Il fut découvert en août 1826 par le capitaine Patrick Logan.